# Malik Boubaiou
Malik Boubaiou, né le 13 août 1987, est un handballeur algérien.
Absent des terrains, blessé cette saison[Quand ?], ce qui l’a empêché de participer au championnat du monde 2013 en Espagne, Malik Boubaiou quitte son club formateur, l’USAM Nîmes, pour prendre la direction de Cherbourg, en Nationale 1 (3e division française),

## Palmarès

### avec l'Équipe d'Algérie
Championnat d'Afrique
- Médaille d'argent au championnat d'Afrique 2012 ( Maroc)

## Statistiques en championnat de France
| Saison | Ligue       | Equipe    | MJ | Tirs R | Tirs T | %    | 7m R | 7m T | % | Int | P.Déc. | BP | Avert. | 2min | Buts | Eval |
| ------ | ----------- | --------- | -- | ------ | ------ | ---- | ---- | ---- | - | --- | ------ | -- | ------ | ---- | ---- | ---- |
| 16-17  | ProLigue    | Cherbourg | 24 | 75     | 156    | 48,1 | 0    | 0    | 0 | 9   | 0      | 22 | 12     | 15   | 75   | 88   |
| 15-16  | ProLigue    | Cherbourg | 22 | 40     | 92     | 43,5 | 0    | 0    | 0 | 0   | 1      | 16 | 4      | 12   | 40   | 4    |
| 14-15  | ProLigue    | Cherbourg | 24 | 37     | 92     | 40,2 | 0    | 0    | 0 | 1   | 0      | 9  | 5      | 22   | 37   | -4   |
| 13-14  | N1M Poule 2 | Cherbourg | 22 | 67     | 75     | 89,3 | 0    | 0    | 0 | 0   | 0      | 0  | 14     | 16   | 67   | 151  |
| 12-13  | ProLigue    | Nîmes     | 1  | 0      | 0      | 0    | 0    | 0    | 0 | 0   | 0      | 0  | 0      | 0    | 0    | 0    |
| 11-12  | LMSL        | Nîmes     | 22 | 53     | 134    | 39,6 | 0    | 0    | 0 | 0   | 0      | 26 | 3      | 13   | 53   | 0    |
| 10-11  | LMSL        | Nîmes     | 25 | 77     | 184    | 41,8 | 0    | 0    | 0 | 6   | 6      | 35 | 7      | 27   | 77   | 16   |
| 09-10  | LMSL        | Nîmes     | 21 | 57     | 132    | 43,2 | 0    | 0    | 0 | 9   | 2      | 25 | 12     | 19   | 57   | 22   |
| 08-09  | LMSL        | Nîmes     | 24 | 34     | 73     | 46,6 | 0    | 0    | 0 | 2   | 1      | 18 | 8      | 13   | 34   | 7    |
| 07-08  | LMSL        | Nîmes     | 19 | 15     | 20     | 75   | 0    | 0    | 0 | 0   | 1      | 3  | 3      | 6    | 15   | 22   |
| 06-07  | LMSL        | Nîmes     | 7  | 4      | 5      | 80   | 0    | 0    | 0 | 1   | 0      | 0  | 0      | 0    | 4    | 13   |